# رانيا ملاح
رانيا ملاح (13 مارس 1987 -)، ممثلة سورية تعيش في مصر. عملت بمسلسلات وأفلام عديدة متنوعة بسوريا ومصر.

## من أعمالها
- 1. الألماني
- فيلم 2012 المذيعة
- 2. خرم إبرة
- مسلسل 2012 لينا
- 3. الصفعة
- مسلسل 2012
- 4. محترم إلا ربع
- فيلم 2010
- 5. الكبار
- فيلم 2010
- 6. السفاح
- فيلم 2009
- 7. البيه رومانسى
- فيلم 2009
- 8. مسجون ترانزيت
- فيلم 2008 هدي
- 9. علي الهوا
- فيلم 2006
- مسلسل صبايا5

## روابط خارجية
- رانيا ملاح على موقع IMDb (الإنجليزية)
- رانيا ملاح على موقع قاعدة بيانات الأفلام العربية